# Уитт, Эдвин
Эдвин Эмиль Уитт (англ. Edwin Emil Witte; 4 января 1887, Ebenezer, Висконсин — 20 мая 1960) — американский экономист, специалист в области социальной защиты.
Бакалавр (1909) и доктор философии (1927) Висконсинского университета; преподавал там же (являлся деканом экономического факультета с 1936 по 1941 и с 1946 по 1957 годы). Президент Американской экономической ассоциации (1956).

## Основные произведения
- «Правительство в трудовых спорах» (The Government in Labor Disputes, 1932);
- «Социальная защита в Америке» (Social Security in America, 1937).